# Missouri (řeka)
Missouri [mɪˈzʊɹɪ]IPA (anglicky Missouri River, v jazyce místních indiánů znamená „Blátivá řeka“) je řeka v USA ve státech Montana, Severní Dakota, Jižní Dakota, Nebraska, Iowa, Kansas a Missouri. Je dlouhá 3767 km. Povodí řeky zaujímá plochu 1 371 010 km², z čehož je přibližně 10 000 km² v Kanadě.

## Průběh toku
Řeka vzniká na východních svazích Skalnatých hor ve státě Montana na území Yellowstonského národního parku soutokem hlavní zdrojnice Jeffersonu a vedlejší Madison. Hlavní část horního toku vede Skalnatými horami, kde teče v soutěskách a vytváří peřeje, z nichž největší jsou Great Falls s převýšením 187 m v délce 16 km. Z počátečního severního směru se stáčí velkým obloukem jihovýchodu a na středním toku protíná planinu Missouri v hluboké dolině s prudkými úbočími. Voda je velmi kalná a má blátovou, hlinitou barvu. Tok je přerušen hrázemi, které řeku rozdělují na řadu dlouhých členitých přehradních nádrží. Na dolním toku protéká Centrálními planinami v členitém a nestálém korytě. Široký úval je chráněn hrázemi před povodněmi. Severně od St. Louis se vlévá zprava do řeky Mississippi jako její vůbec největší přítok a vytváří s ní říční systém Mississippi-Missouri-Jefferson, který je s délkou 6275 km a plochou povodí 2 980 000 km² největším v Severní Americe.

### Přítoky
- zprava – Yellowstone, Malá Missouri, Platte, Kansas, Osage
- zleva – Milk, James

## Vodní stav
Zdrojem vody jsou na horním toku převážně sněhové srážky a na středním a dolním toku převážně dešťové srážky. Průtok je značně proměnlivý. Na jaře dochází na dolním toku ke zvednutí úrovně hladiny o 8 až 12 m při maximálním průtoku 19 000 m³/s. V létě průtok klesá na 150 až 170 m³/s. Průměrný průtok v ústí činí přibližně 2250 m³/s. Nezřídka se vyskytují katastrofální povodně, naposledy 1952. Řeka unáší mnoho pevných částic, v průměru až 220 Mt za rok.

## Využití
Vodní doprava velkých lodí je možná do Sioux City a malých lodí při vyšší hladině až do Fort Bentonu. Systém velkých přehradních nádrží komplexního využití na řece (Fort Peck, Sakakawea, Oahe) i jejich přítocích slouží k regulaci průtoku, zavlažování, výrobě elektrické energie a pro zlepšení vodní dopravy. Na řece leží velká města Sioux City, Omaha, Saint Joseph, Kansas City.